# Đập Ô Đông Đức
Đập Ô Đông Đức (simplified Chinese: 乌东德坝; traditional Chinese: 烏東德壩; pinyin: Wūdōngdé Bà) là một đập thủy điện lớn hiện đang được xây dựng trên sông Kim Sa, một nhánh của sông Dương Tử ở các tỉnh Tứ Xuyên và Vân Nam, tây nam Trung Quốc. Thiết kế này là một trong những đập cao nhất trên thế giới với chiều cao 270 m (886 ft) với cao trình đỉnh đập +988m,chiều dài 326,95 m và sẽ tạo ra năng lượng bằng cách sử dụng 12 tuabin, mỗi tuabin có công suất phát điện là 850 MW, tổng công suất phát điện lên tới 10,200 MW. Việc xây dựng bắt đầu vào năm 2014, tổ máy phát điện đầu tiên sẽ được vận hành vào năm 2020 và toàn bộ dự án hoàn thành vào năm 2021.